# Nain avec un chien
Nain avec un chien ou Portrait de bouffon avec un chien est une huile sur toile conservée au Musée du Prado à Madrid. La toile est également connue sous le nom de Don Antonio « l' Anglais » et est cataloguée comme œuvre anonyme de l'école espagnole.

## Historique
La toile fut attribuée comme œuvre de Diego Vélasquez dans les inventaires de la collection royale rédigés au XVIIIe siècle, mais cette paternité fut contestée en 1925 par Juan Allende Salazar, pour qui il s'agirait d'une toile de Juan Carreño de Miranda. Postérieurement, Kurt Gerstemberg lia ce tableau avec une toile de Juan Bautista Martínez del Mazo, signalant la ressemblance étroite entre la chienne représentée et celle qui apparaît dans la scène de chasse de tabladillo, œuvre dont la paternité à El Mazo est indiscutable et qui est conservée au Musée du Prado. José López-Rey et Jonathan Brown l'excluent de leur catalogue d’œuvres de Vélasquez, suivis par la majorité de la critique spécialisée, et l'attribuent soit à l'atelier du peintre sévillan, soit à un peintre influencé par les techniques de Vélasquez et qui a fait des erreurs dans l'exécution de l’œuvre, notamment dans la conception de l'espace.

## Description

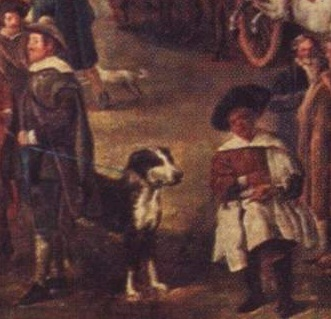
La Scène de chasse de tabladillo à Aranjuez de Juan Bautista Martínez del Mazo (Musée du Prado).

Le tableau représente un nain ou bouffon de la cour, élégamment vêtu avec un costume de couleur ocre bordé d'or, avec un col de dentelle blanche, un chapeau à la main et une épée à la ceinture. À son côté se trouve une chienne mâtin qui est presque aussi haute que le nain, dont elle souligne la petite taille. S'agissant d'un « homme de plaisir », il peut faire penser aux autres portraits similaires que peignit Vélasquez, où il représenta divers bouffons et nains de la cour de Philippe IV d'Espagne, comme Le Bouffon don Diego de Acedo, le cousin.
Pedro de Madrazo y Kuntz soutint qu'il s'agirait d'un bouffon nommé don Antonio, « l'anglais » cédé à Philippe III d'Espagne par le duc de Windsor, hypothèse écartée par José Moreno Villa qui montre que « l'anglais » mourut en 1617, date qui ne correspond pas à la datation de la toile ni à la technique d'exécution. Moreno Villa propose d'autres identifications, avec Antonio Mascareli, nain génois, dont la présence à la cour est attestée entre 1673 et 1693, plusieurs années après la mort de Velázquez.
L’œuvre inspirée de Vélasquez dans sa composition semble inachevée. Elle a été exécutée par coups de pinceau séparés et un pâte qui rappelle la manière de Vélasquez, mais avec des traits plus courts, et très brouillons par rapport aux habitudes du maître.